# Дискографія The Beatles
У цій статті представлена дискографія британського рок-гурту The Beatles.

## Дискографія у Великій Британії
Вказані офіційні платівки, видані у Великій Британії лейблами Parlophone і Apple. Дискографія в інших країнах помітно відрізнялась від британської.

### Альбоми
Представлені усі LP-альбоми.
| Список доріжок | Лейбли, хіт-паради й огляди |
| «Please Please Me», 22 березня 1963 (моно), 26 квітня 1963 (стерео), 26 лютого 1987 (CD-версія) | «Please Please Me», 22 березня 1963 (моно), 26 квітня 1963 (стерео), 26 лютого 1987 (CD-версія) |
| --- | --- |
| Сторона А 1. I Saw Her Standing There 1. Misery 2. Anna (Go To Him) (авт. Артур Александер) 3. Chains (авт. Джері Гоффін, Керол Кінг) 4. Boys (авт. Лютер Діксон, Вес Фаррелл) 5. Ask Me Why 6. Please, Please Me Сторона В 1. Love Me Do 2. P.S. I Love You 3. Baby It’s You (авт. Мак Девід, Барні Вільямс, Берт Бахарах) 4. Do You Want to Know a Secret 5. A Taste of Honey (авт. Боббі Скотт, Рік Марлоу) 6. There's a Place 7. Twist and Shout (авт. Філ Медлей, Берт Расселл) | Parlophone № 1 протягом 30-х тижнів № 2 протягом 20-х тижнів - All Music Guide огляд [Архівовано 12 жовтня 2007 у Wayback Machine.] - Q огляд [Архівовано 1 листопада 2004 у Wayback Machine.] - Rolling Stone огляд - 39-тe місце в списку 500 найкращих альбомів усіх часів за версією журналу Rolling Stone                                                                               |
| «With the Beatles», 22 листопада 1963; 26 лютого 1987 (CD-версія) | |
| Сторона А 1. It Won’t Be Long 2. All I’ve Got to Do 3. All My Loving 4. Don’t Bother Me (авт. Джордж Гаррісон) 5. Little Child 6. Till There Was You (авт. Meredith Willson) 7. Please Mr. Postman (авт. Georgia Dobbins, William Garrett, Freddie Gorman, Brian Holland, Robert Bateman) Сторона В 1. Roll Over Beethoven (авт. Чак Беррі) 2. Hold Me Tight 3. You Really Got a Hold on Me (авт. Смокі Робінсон) 4. I Wanna Be Your Man 5. Devil in Her Heart (авт. Richard P. Drapkin) 6. Not a Second Time 7. Money (That’s What I Want) (авт. Janie Bradford, Berry Gordy) | Parlophone № 1 протягом 21-го тижня № 2 протягом 10-х тижнів - All Music Guide огляд [Архівовано 16 квітня 2005 у Wayback Machine.] - Q огляд [Архівовано 1 листопада 2004 у Wayback Machine.] - 420-тe місце в списку 500 найкращих альбомів усіх часів за версією журналу Rolling Stone |
| «A Hard Day’s Night», 10 липня 1964 | |
| Звукова доріжка до однойменного фільму «Вечір важкого дня». Сторона А 1. A Hard Day’s Night 2. I Should Have Known Better 3. If I Fell 4. I’m Happy Just to Dance with You 5. And I Love Her 6. Tell Me Why 7. Can’t Buy Me Love Сторона В 1. Any Time at All 2. I’ll Cry Instead 3. Things We Said Today 4. When I Get Home 5. You Can’t Do That 6. I’ll Be Back | Parlophone № 1 протягом 21-го тижня - All Music Guide огляд [Архівовано 16 квітня 2005 у Wayback Machine.] - Q огляд [Архівовано 1 листопада 2004 у Wayback Machine.] - 388-мe місце в списку 500 найкращих альбомів усіх часів за версією журналу Rolling Stone |
| «Beatles For Sale», 4 грудня 1964 | |
| Сторона А 1. No Reply 2. I’m a Loser 3. Baby’s in Black 4. Rock And Roll Music (Чак Беррі) 5. I’ll Follow the Sun 6. Mr. Moonlight 7. Medley: Kansas City/Hey-Hey-Hey-Hey (авт. Джеррі Лібер і Майк Столлер, Річард Пенніман) Сторона В 1. Eight Days a Week 2. Words of Love (авт. Бадді Холлі) 3. Honey Don’t (авт. Карл Перкінс) 4. Every Little Thing 5. I Don’t Want to Spoil the Party 6. What You’re Doing 7. Everybody’s Trying to Be My Baby (авт. Карл Перкінс) | Parlophone № 1 протягом 11-х тижнів № 2 протягом 11-х тижнів - All Music Guide огляд [Архівовано 6 лютого 2005 у Wayback Machine.] - Q огляд [Архівовано 1 листопада 2004 у Wayback Machine.] |
| «Help!», 6 серпня 1965, 15 квітня 1987 (CD-версія) | |
| Звукова доріжка до однойменного фільму «Допоможіть!». Сторона А 1. Help! 2. The Night Before 3. You’ve Got To Hide Your Love Away 4. I Need You (авт. Джордж Гаррісон) 5. Another Girl 6. You’re Going to Lose That Girl 7. Ticket to Ride Сторона В 1. Act Naturally (авт. Моррісон, Джонні Рассел) 2. It’s Only Love 3. You Like Me Too Much (авт. Джордж Гаррісон) 4. Tell Me What You See 5. I’ve Just Seen a Face 6. Yesterday 7. Dizzy Miss Lizzy (авт. Ларрі Вільямс) | Parlophone № 1 протягом 9-х тижнів № 2 протягом 6-х тижнів - All Music Guide огляд[недоступне посилання] - Q огляд [Архівовано 30 вересня 2007 у Wayback Machine.] - 332-ге місце в списку 500 найкращих альбомів усіх часів за версією журналу Rolling Stone |
| «Rubber Soul», 3 грудня 1965, 15 квітня 1987 (CD-версія) | |
| 1. Drive My Car 2. Norwegian Wood (This Bird Has Flown) 3. You Won’t See Me 4. Nowhere Man 5. Think for Yourself (авт. Дж. Гаррісон) 6. The Word 7. Michelle 1. What Goes on (авт. Джон Леннон, Пол Маккартні, Рінго Старр) 2. Girl 3. I’m Looking Through You 4. In My Life 5. Wait 6. If I Needed Someone (авт. Дж. Гаррісон) 7. Run for Your Life | Parlophone № 1 протягом 8-х тижнів № 2 протягом 11-х тижнів - All Music Guide огляд [Архівовано 14 жовтня 2004 у Wayback Machine.] - Q огляд [Архівовано 30 вересня 2007 у Wayback Machine.] - 5-тe місце в списку 500 найкращих альбомів усіх часів за версією журналу Rolling Stone |
| «Revolver», 5 серпня 1966, 15 квітня 1987 (CD-версія) | |
| 1. Taxman (авт. Дж. Гаррісон) 2. Eleanor Rigby 3. I’m Only Sleeping 4. Love You To (авт. Дж. Гаррісон) 5. Here, There And Everywhere 6. Yellow Submarine 7. She Said, She Said 1. Good Day Sunshine 2. And Your Bird Can Sing 3. For No One 4. Dr. Robert 5. I Want to Tell You (авт. Дж. Гаррісон) 6. Got to Get You into My Life 7. Tomorrow Never Knows | Parlophone № 1 протягом 7-х тижнів № 2 протягом 6-х тижнів - All Music Guide огляд [Архівовано 13 липня 2011 у Wayback Machine.] - 3-тє місце в списку 500 найкращих альбомів усіх часів за версією журналу Rolling Stone |
| «Sgt. Pepper’s Lonely Hearts Club Band», 1 червня 1967, 1 червня 1987 (CD-версія) | |
| 1. Sgt. Pepper’s Lonely Hearts Club Band 2. With a Little Help From My Friends 3. Lucy in the Sky with Diamonds 4. Getting Better 5. Fixing a Hole 6. She’s Leaving Home 7. Being for the Benefit of Mr. Kite 1. Within You Without You (авт. Дж. Гаррісон) 2. When I’m Sixty-Four 3. Lovely Rita 4. Good Morning Good Morning 5. Sgt. Pepper’s Lonely Hearts Club Band (Reprise) 6. A Day in the Life | Parlophone № 1 протягом 27-х тижнів № 2 протягом 5-х тижнів - Георгий Старостин (15/15) [Архівовано 6 серпня 2011 у Wayback Machine.] - All Music Guide огляд [Архівовано 30 серпня 2011 у Wayback Machine.] - Роберт Крістґау (A) [Архівовано 27 жовтня 2012 у WebCite] - Ink Blot - Rolling Stone - 1-ше місце в списку 500 найкращих альбомів усіх часів за версією журналу Rolling Stone |
| «The Beatles» («Білий альбом»), 22 листопада 1968, 20 липня 1987 (CD-версія) | |
| 1. Back in the U.S.S.R. 2. Dear Prudence 3. Glass Onion 4. Ob-La-Di, Ob-La-Da 5. Wild Honey Pie 6. The Continuing Story of Bungalow Bill 7. While My Guitar Gently Weeps (авт. Дж. Гаррісон) 8. Happiness Is a Warm Gun 1. Martha My Dear 2. I’m So Tired 3. Blackbird 4. Piggies (авт. Дж. Гаррісон) 5. Rocky Raccoon 6. Don’t Pass Me By (авт. Рінго Старр) 7. Why Don’t We Do It in the Road? 8. I Will 9. Julia 1. Birthday 2. Yer Blues 3. Mother Nature’s Son 4. Everybody’s Got Something to Hide Except Me and My Monkey 5. Sexy Sadie 6. Helter Skelter 7. Long, Long, Long (авт. Дж. Гаррісон) 1. Revolution 1 2. Honey Pie 3. Savoy Truffle (авт. Дж. Гаррісон) 4. Cry Baby Cry 5. Revolution 9 6. Good Night | AppleParlophone № 1 протягом 8-х тижнів № 2 протягом 2-х тижнів - All Music Guide огляд[недоступне посилання] - Q - 10-тe місце в списку 500 найкращих альбомів усіх часів за версією журналу Rolling Stone |
| «Yellow Submarine», 17 січня 1969 | |
| Звукова доріжка до мультфільму Yellow Submarine 1. Yellow Submarine 2. Only a Northern Song (авт. Дж. Гаррісон) 3. All Together Now 4. Hey Bulldog 5. It’s All Too Much (авт. Дж. Гаррісон) 6. All You Need Is Love 1. Pepperland (авт. Джордж Мартін) 2. Sea of Time (авт. Джордж Мартін) 3. Sea of Holes (авт. Джордж Мартін) 4. Sea of Monsters (авт. Джордж Мартін) 5. March of the Meanies (авт. Джордж Мартін) 6. Pepperland Laid Waste (авт. Джордж Мартін) 7. Yellow Submarine in Pepperland | AppleParlophone № 3 - All Music Guide огляд[недоступне посилання] - Rolling Stone огляд [Архівовано 19 березня 2007 у Wayback Machine.] |
| «Abbey Road», 26 вересня 1969, 10 жовтня 1987 (CD-версія) | |
| 1. Come Together 2. Something (авт. Дж. Гаррісон) 3. Maxwell’s Silver Hammer 4. Oh! Darling 5. Octopus’s Garden (авт. Рінго Старр) 6. I Want You (She’s So Heavy) 1. Here Comes the Sun (авт. Дж. Гаррісон) 2. Because 3. You Never Give Me Your Money 4. Sun King 5. Mean Mr. Mustard 6. Polythene Pam 7. She Came in Through the Bathroom Window 8. Golden Slumbers 9. Carry That Weight 10. The End 11. Her Majesty (зазначено в CD-версії) | AppleParlophone № 1 протягом 17-х тижнів № 2 протягом 1-го тижня - All Music Guide огляд [Архівовано 4 лютого 2005 у Wayback Machine.] - Q - Rolling Stone огляд - 14-тe місце в списку 500 найкращих альбомів усіх часів за версією журналу Rolling Stone |
| «Let It Be», 8 травня 1970, 10 жовтня 1987 (CD-версія) | |
| 1. Two of Us 2. Dig a Pony 3. Across the Universe 4. I Me Mine (авт. Дж. Гаррісон) 5. Dig It (авт. Джон Леннон, Пол Маккартні, Рінго Старр, Джордж Гаррісон) 6. Let It Be 7. Maggie Mae (народна) 1. I’ve Got a Feeling 2. One After 909 3. The Long and Winding Road 4. For You Blue (авт. Дж. Гаррісон) 5. Get Back | AppleParlophone № 1 протягом 3-х тижнів № 2 протягом 4-х тижнів - All Music Guide огляд [Архівовано 12 жовтня 2007 у Wayback Machine.] - Роберт Крістгау (A-) огляд [Архівовано 27 жовтня 2012 у WebCite] - Q - Rolling Stone огляд [Архівовано 16 квітня 2010 у Wayback Machine.] - 86-те місце в списку 500 найкращих альбомів усіх часів за версією журналу Rolling Stone                 |

### Міні-альбоми (EP)
Представлені всі офіційні міні-альбоми, видані впродовж 1963—1967 рр. Усі пісні написані Джоном Ленноном і Полом Маккартні, за винятком окремо відмічених.
| Список дорожок |
| Збірка «Twist and Shout», 12 липня 1963 |
| --- |
| 1. Twist and Shout (авт. Філ Медлі, Берт Рассел) 2. A Taste of Honey (авт. Рік Марлоу, Боббі Скотт) 1. Do You Want to Know a Secret 2. There’s a Place |
| Збірка «The Beatles' Hits», 6 вересня 1963 |
| 1. From Me to You 2. Thank You Girl 1. Please Please Me 2. Love Me Do |
| Збірка «The Beatles (No. 1)», 1 листопада 1963 |
| 1. I Saw Her Standing There 2. Misery 1. Anna (Go to Him) 2. Chains |
| Збірка «All My Loving», 7 лютого 1964 |
| 1. All My Loving 2. Ask Me Why 1. Money (That’s What I Want) (авт. Джейні Бредфорд, Беррі Горді) 2. P.S. I Love You |
| Студійний міні-альбом «Long Tall Sally», 19 червня 1964 |
| 1. Long Tall Sally (авт. Роберт Блеквелл, Енотріс Джонсон, Літл Річард) 2. I Call Your Name 1. Slow Down (авт. Ларрі Вільямс) 2. Matchbox (авт. Карл Перкінс) |
| Збірка «Beatles for Sale», 6 квітня 1965 |
| 1. No Reply 2. I’m a Loser 1. Rock And Roll Music 2. Eight Days a Week |
| Збірка «Beatles for Sale (No. 2)», 4 червня 1965 |
| 1. I’ll Follow the Sun 2. Baby’s in Black 1. Words of Love 2. I Don’t Want to Spoil the Party |
| Збірка «The Beatles' Million Sellers», 6 грудня 1965 |
| 1. She Loves You 2. I Want to Hold Your Hand 1. Can’t Buy Me Love 2. I Feel Fine |
| Збірка «Yesterday», 4 березня 1966 |
| 1. Yesterday 2. Act Naturally 1. You Like Me Too Much 2. It’s Only Love |
| Збірка «Nowhere Man», 8 серпня 1966 |
| 1. Nowhere Man 2. Drive My Car 1. Michelle 2. You Won’t See Me |
| Студійний подвійний міні-альбом «Magical Mystery Tour», 8 грудня 1967 |
| Музичні композиції прозвучали в телевізійному фільмі «Magical Mystery Tour» 1. Magical Mystery Tour 2. Your Mother Should Know 1. I Am the Walrus 1. The Fool on the Hill 2. Flying (авт. Джон Леннон, Пол Маккартні, Рінго Старр, Джордж Гаррісон) 1. Blue Jay Way (авт. Дж. Гаррісон) |

### Сингли
Представлені всі офіційні сингли.
| Дата випуску      | Назва                                                                                          | Фірма звукозапису | Найвища позиція у хіт-параді |
| ----------------- | ---------------------------------------------------------------------------------------------- | ----------------- | ---------------------------- |
| 5 жовтня 1962     | Love Me Do / P. S. I Love You                                                                  | Parlophone        | № 17                         |
| 12 січня 1963     | Please Please Me / Ask Me Why                                                                  | Parlophone        | № 1                          |
| 11 квітня 1963    | From Me to You / Thank You Girl                                                                | Parlophone        | № 1                          |
| 23 серпня 1963    | She Loves You / I’ll Get You                                                                   | Parlophone        | № 1                          |
| 29 листопада 1963 | I Want to Hold Your Hand / This Boy                                                            | Parlophone        | № 1                          |
| 20 березня 1964   | Can’t Buy Me Love / You Can’t Do That                                                          | Parlophone        | № 1                          |
| 29 травня 1964    | Ain’t She Sweet / If You Love Me, Baby                                                         | Polydor           | № 29                         |
| 10 липня 1964     | A Hard Day’s Night / Things We Said Today                                                      | Parlophone        | № 1                          |
| 27 листопада 1964 | I Feel Fine / She’s a Woman                                                                    | Parlophone        | № 1                          |
| 9 квітня 1965     | Ticket to Ride / Yes It Is                                                                     | Parlophone        | № 1                          |
| 23 липня 1965     | Help! / I’m Down                                                                               | Parlophone        | № 1                          |
| 3 грудня 1965     | Day Tripper / We Can Work It Out                                                               | Parlophone        | № 1                          |
| 10 червня 1966    | Paperback Writer / Rain                                                                        | Parlophone        | № 1                          |
| 8 серпня 1966     | Yellow Submarine / Eleanor Rigby                                                               | Parlophone        | № 1                          |
| 17 лютого 1967    | Strawberry Fields Forever / Penny Lane                                                         | Parlophone        | № 2                          |
| 7 липня 1967      | All You Need Is Love / Baby You’re a Rich Man                                                  | Parlophone        | № 1                          |
| 14 листопада 1967 | Hello Goodbye / I Am the Walrus                                                                | Parlophone        | № 1                          |
| 15 березня 1968   | Lady Madonna / The Inner Light                                                                 | Parlophone        | № 1                          |
| 30 серпня 1968    | Hey Jude / Revolution                                                                          | Apple             | № 1                          |
| 15 квітня 1969    | Get Back / Don’t Let Me Down                                                                   | Apple             | № 1                          |
| 30 травня 1969    | The Ballad of John And Yoko / Old Brown Shoe                                                   | Apple             | № 1                          |
| 31 жовтня 1969    | Something / Come Together                                                                      | Apple             | № 4                          |
| 6 березня 1970    | Let It Be / You Know My Name                                                                   | Apple             | № 2                          |
| 8 березня 1976    | Yesterday / I Should Have Known Better                                                         | Parlophone        | № 8                          |
| 29 червня 1976    | Back in the USSR / Twist and Shout                                                             | Parlophone        | № 19                         |
| 30 вересня 1978   | Sgt. Pepper’s Lonely Hearts Club Band / With a Little Help from My Friends / A Day in the Life | Parlophone        | № 63                         |
| 25 травня 1982    | Beatles Movie Medley / I’m Happy Just to Dance with You                                        | Parlophone        | № 7                          |
| 19 листопада 1982 | Love Me Do / P.S. I Love You                                                                   | Parlophone        | № 4                          |
| 20 березня 1995   | Baby It’s You / I’ll Follow the Sun / Devil in Her Heart / Boys                                | Apple             | № 7                          |
| 12 грудня 1995    | Free as a Bird / Christmas Time (Is Here Again)                                                | Apple             | № 2                          |
| 4 березня 1996    | Real Love / Baby’s in Black                                                                    | Apple             | № 4                          |

## Дискографія в США
Дискографія The Beatles у США істотно відрізняється від британського аналога. Причин тому кілька. По-перше, ніколи раніше жоден виконавець із Британських островів не досягав успіху в США. І коли найбільшій звукозаписуючій компанії в США «Capitol» запропонували випустити дебютний альбом Beatles, вона відмовилася, маючи сумніви щодо потенціалу британського гурту на ринку Америки. Першу платівку Beatles у США випустила чиказька фірма «Vee-Jay», яка спеціалізувалась на музиці в стилі соул і джаз. Перша платівка Beatles називалася «Introducing the Beatles». Згодом «Capitol» спохопилися і намагалася відсудити право на видання платівок Beatles у «Vee Jay». Поки йшли судові розгляди, «Capitol» не могла видавати композиції у США, права на які належали Vee-Jay. По-друге, коли на екрани вийшов фільм «А Hard Day's Night» (1964), правами на випуск композицій Beatles володіла компанія «United Artists», що зняла фільм, і «Capitol» не володіла правами на випуск даного матеріалу. По-третє, 1960-х років у Англії був популярний формат сингл (single), що має по одній композиції на кожній стороні, або EP (extended play) на 45 оборотів, або міньйон, і складається з чотирьох композицій. Великі платівки формату LP (Long Playing) в Англії були менш популярні через їх високу вартість. У США традиційно формат single EP був менш популярний, і звукозаписуючі компанії випускали набагато більше платівок LP. До того ж сингли Beatles, як правило, у перші роки не включалися до їх основних британських альбомів LP, на відміну від США, де їх сингли входили до складу альбомів з самої першої платівки.
З 1963 по 1965 рр. альбоми The Beatles в США і Великій Британії випускалися під різними назвами і не мали нічого спільного в послідовності розташування пісень. 1965—1966 рр. назви альбомів почали збігатися, але попри те, що обкладинки американських альбомів були ідентичні британським, зміст альбомів «Rubber Soul» (1965) і «Revolver» (1966) відрізняються від англійських аналогів. Тільки починаючи з альбому «Sgt. Pepper's Lonely Hearts Club Band» (1967) британська й американська дискографія втратили будь-які відмінності.

### Альбоми
Представлені всі офіційні LP-альбоми, видані 1963—1970 рр. Усі пісні написані Джоном Ленноном і Полом Маккартні, за винятком відмічених окремо.
| Список пісень | лейбли, огляди та Хіт-паради |
| «Introducing the Beatles», 10 січня 1964 (версія 1), 10 лютого 1964 (версія 2) | «Introducing the Beatles», 10 січня 1964 (версія 1), 10 лютого 1964 (версія 2) |
| --- | --- |
| 1. I Saw Her Standing There 2. Misery 3. Anna (Go to Him) (Артур Александер) 4. Chains (Джеррі Гоффін/Керол Кінг) 5. Boys (Дискон/Феррелл) 6. Love Me Do (Ask Me Why на версії 2) 1. P.S. I Love You (Please Please Me на версії 2) 2. Baby It’s You 3. Do You Want to Know a Secret 4. A Taste of Honey (Боббі Скотт/Рік Марлоу) 5. There’s a Place 6. Twist and Shout (Філ Медлі/Берт Рассел) | Vee-Jay № 2 протягом 9-х тижнів - All Music Guide огляд [Архівовано 28 серпня 2011 у Wayback Machine.] |
| «Meet the Beatles», 20 січня 1964, 16 листопада 2004 (CD) | |
| 1. I Want to Hold Your Hand 2. I Saw Her Standing There 3. This Boy 4. It Won’t Be Long 5. All I’ve Got to Do 6. All My Loving 1. Don’t Bother Me (Гаррісон) 2. Little Child 3. Till There Was You (Мередіт Вілсон) 4. Hold Me Tight 5. I Wanna Be Your Man 6. Not a Second Time | Capitol № 1 протягом 11-х тижнів № 2 протягом 2-х тижнів - All Music Guide огляд [Архівовано 14 грудня 2010 у Wayback Machine.] - 59-тe місце в списку 500 найкращих альбомів усіх часів за версією журналу Rolling Stone |
| «The Beatles' Second Album», 10 квітня 1964, 16 листопада 2004 (CD) | |
| 1. Roll Over Beethoven (Чак Беррі) 2. Thank You Girl 3. You Really Got a Hold on Me (Смокі Робінсон\|Робінсон) 4. Devil in Her Heart (Річард Драпкін) 5. Money (That’s What I Want) (Дженні Бредфорд, Беррі Горді мол.) 6. You Can’t Do That 1. Long Tall Sally (Роберт Блеквелл, Енотріс Джонсон, Літл Річард) 2. I Call Your Name 3. Please Mr. Postman (Роберт Батеман, Джорджія Доббінс, Вільям Гарретт, Фред Горман, Браян Холланд) 4. I’ll Get You 5. She Loves You | Capitol № 1 протягом 5-х тижнів - All Music Guide огляд [Архівовано 18 лютого 2011 у Wayback Machine.] |
| «A Hard Day’s Night», 26 червня 1964 | |
| Звукова доріжка до однойменного фільму. 1. A Hard Day’s Night 2. Tell Me Why 3. I’ll Cry Instead 4. I Should Have Known Better* 5. I’m Happy Just to Dance with You 6. And I Love Her* 1. I Should Have Known Better 2. If I Fell 3. And I Love Her 4. Ringo’s Theme (This Boy)* 5. Can’t Buy Me Love 6. A Hard Day’s Night* Зірочкою відмічено інструментальні композиції Джорджа Мартіна | United Artists № 1 протягом 14-х тижнів - All Music Guide огляд [Архівовано 4 грудня 2010 у Wayback Machine.] |
| «Something New», 20 липня 1964, 16 листопада 2004 (CD) | |
| 1. I’ll Cry Instead 2. Things We Said Today 3. Any Time at All 4. When I Get Home 5. Slow Down (Ларрі Вільямс) 6. Matchbox (Карл Перкінс) 1. Tell Me Why 2. And I Love Her 3. I’m Happy Just to Dance with You 4. If I Fell 5. Komm, Gib Mir Deine Hand | Capitol № 2 протягом 9-х тижнів - All Music Guide огляд [Архівовано 18 лютого 2011 у Wayback Machine.] |
| «Beatles '65», 15 грудня 1964 | |
| 1. No Reply 2. I’m a Loser 3. Baby’s in Black 4. Rock and Roll Music (Чак Беррі) 5. I’ll Follow the Sun 6. Mr. Moonlight (Рой Лі Джонсон) 1. Honey Don’t (Карл Перкінс) 2. I’ll Be Back 3. She’s a Woman 4. I Feel Fine 5. Everybody’s Trying to Be My Baby (Карл Перкінс) | Capitol № 1 протягом 9-х тижнів - All Music Guide огляд [Архівовано 26 липня 2011 у Wayback Machine.] |
| «The Early Beatles», 22 березня 1965 | |
| 1. Love Me Do 2. Twist and Shout (Філ Медлі-Берт Расселл) 3. Anna (Go to Him) (Артур Александер) 4. Chains (Джеррі Гоффін-Керол Кінг) 5. Boys (Люсер Діксон-Уес Фаррелл) 6. Ask Me Why 1. Please Please Me 2. P.S. I Love You 3. Baby It’s You (Берт Бакарак-Хал Девід-Williams) 4. A Taste of Honey (Рік Марлоу-Боббі Скотт) 5. Do You Want to Know a Secret | Capitol № 43 - All Music Guide огляд [Архівовано 8 серпня 2011 у Wayback Machine.] |
| «Beatles VI», 14 червня 1965 | |
| 1. Medley:Kansas City (Джеррі Лейбер, Майк Столлер)/Hey, Hey, Hey, Hey (Літл Річард) 2. Eight Days a Week 3. You Like Me Too Much (Гаррісон) 4. Bad Boy (Ларрі Вільямс) 5. I Don’t Want to Spoil the Party 6. Words of Love (Бадді Холлі) 1. What You’re Doing 2. Yes It Is 3. Dizzy Miss Lizzy (Ларрі Вільямс) 4. Tell Me What You See 5. Every Little Thing | Capitol № 1 протягом 6-х тижнів № 2 протягом 2-х тижнів - All Music Guide огляд [Архівовано 13 липня 2011 у Wayback Machine.] |
| «Help!», 13 серпня 1965, 15 квітня 1987 (CD-версія) | |
| Звукова доріжка до однойменного фільму 1. Help! (додано вступ) 2. The Night Before 3. From Me to You Fantasy* 4. You’ve Got To Hide Your Love Away 5. I Need You (Гаррісон) 6. In the Tyrol* (Кен Сорн) 1. Another Girl 2. Another Hard Day’s Night* 3. Ticket to Ride 4. Medley: The Bitter End (Кен Сорн)/You Can’t Do That* аранжування Кен Сорн) 5. You’re Gonna Lose That Girl 6. The Chase* Зірочкою відмічено інструментальні композиції Кена Сорна | Capitol № 1 протягом 9-х тижнів № 2 протягом 2-х тижнів - All Music Guide огляд [Архівовано 13 липня 2011 у Wayback Machine.] |
| «Rubber Soul», 6 грудня 1965, 15 квітня 1987 (CD-версія) | |
| 1. I’ve Just Seen a Face 2. Norwegian Wood (This Bird Has Flown) 3. You Won’t See Me 4. Think for Yourself (Гаррісон) 5. The Word 6. Michelle 1. It’s Only Love 2. Girl 3. I’m Looking Through You 4. In My Life 5. Wait 6. Run for Your Life | Capitol № 1 протягом 6-х тижнів № 2 протягом 2-х тижнів - All Music Guide огляд [Архівовано 13 липня 2011 у Wayback Machine.] - 5-тe місце в списку 500 найкращих альбомів усіх часів за версією журналу Rolling Stone |
| «Yesterday And Today», 14 червня 1966 | |
| 1. Drive My Car 2. I’m Only Sleeping 3. Nowhere Man 4. Doctor Robert 5. Yesterday 6. Act Naturally (Моррісон-Рассел) 1. And Your Bird Can Sing 2. If I Needed Someone (Гаррісон) 3. We Can Work It Out 4. What Goes on (Леннон-Маккартні-Рінго) 5. Day Tripper | Capitol № 1 протягом 5-х тижнів № 2 протягом 2-х тижнів - All Music Guide огляд [Архівовано 26 липня 2011 у Wayback Machine.] |
| «Revolver», 8 серпня 1966, 15 квітня 1987 (CD-версія) | |
| 1. Taxman (Гаррісон) 2. Eleanor Rigby 3. Love You To (Гаррісон) 4. Here, There And Everywhere 5. Yellow Submarine 6. She Said, She Said 1. Good Day Sunshine 2. For No One 3. I Want to Tell You (Гаррісон) 4. Got to Get You into My Life 5. Tomorrow Never Knows | Capitol № 1 протягом 6-х тижнів № 2 протягом 2-х тижнів - All Music Guide огляд [Архівовано 13 липня 2011 у Wayback Machine.] - 3-тє місце в списку 500 найкращих альбомів усіх часів за версією журналу Rolling Stone |
| «Sgt. Pepper’s Lonely Hearts Club Band», 2 червня 1967, 1 червня 1987 (CD-версія) | |
| 1. Sgt. Pepper’s Lonely Hearts Club Band 2. With a Little Help From My Friends 3. Lucy in the Sky with Diamonds 4. Getting Better 5. Fixing a Hole 6. She’s Leaving Home 7. Being for the Benefit of Mr. Kite 1. Within You Without You (Гаррісон) 2. When I’m Sixty-Four 3. Lovely Rita 4. Good Morning Good Morning 5. Sgt. Pepper’s Lonely Hearts Club Band (Reprise) 6. A Day in the Life | Capitol № 1 протягом 15-х тижнів № 2 протягом 6-х тижнів - George Starostin (15/15) [Архівовано 6 серпня 2011 у Wayback Machine.] - All Music Guide огляд [Архівовано 30 серпня 2011 у Wayback Machine.] - Robert Christgau (A) [Архівовано 27 жовтня 2012 у WebCite] - Ink Blot - Rolling Stone - 1-ше місце в списку 500 найкращих альбомів усіх часів за версією журналу Rolling Stone |
| «Magical Mystery Tour», 27 листопада 1967, 8 серпня 1987 (CD-версія) | |
| Перша сторона альбому — саундтрек до однойменного фільму 1. Magical Mystery Tour 2. The Fool on the Hill 3. Flying (Леннон-Маккартні-Гаррісон-Старки) 4. Blue Jay Way (Гаррісон) 5. Your Mother Should Know 6. I Am the Walrus 1. Hello, Goodbye 2. Strawberry Fields Forever 3. Penny Lane 4. Baby You’re a Rich Man 5. All You Need Is Love | Capitol № 1 протягом 8-х тижнів - All Music Guide огляд[недоступне посилання] |
| «The Beatles» («Білий альбом»), 25 листопада 1968, 20 липня 1987 (CD-версія) | |
| 1. Back in the U.S.S.R. 2. Dear Prudence 3. Glass Onion 4. Ob-La-Di, Ob-La-Da 5. Wild Honey Pie 6. The Continuing Story of Bungalow Bill 7. While My Guitar Gently Weeps (Гаррісон) 8. Happiness Is a Warm Gun 1. Martha My Dear 2. I’m So Tired 3. Blackbird 4. Piggies (Гаррісон) 5. Rocky Raccoon 6. Don’t Pass Me By (Рінго Старр) 7. Why Don’t We Do It in the Road? 8. I Will 9. Julia 1. Birthday 2. Yer Blues 3. Mother Nature’s Son 4. Everybody’s Got Something to Hide Except Me and My Monkey 5. Sexy Sadie 6. Helter Skelter 7. Long, Long, Long (Гаррісон) 1. Revolution 1 2. Honey Pie 3. Savoy Truffle (Гаррісон) 4. Cry Baby Cry 5. Revolution 9 6. Good Night | AppleCapitol № 1 протягом 9-х тижнів № 2 протягом 2-х тижнів - All Music Guide огляд[недоступне посилання] - Q - 10-тe місце в списку 500 найкращих альбомів усіх часів за версією журналу Rolling Stone |
| «Yellow Submarine», 13 січня 1969 | |
| Звукова доріжка до однойменному мультфільму 1. Yellow Submarine 2. Only a Northern Song (Гаррісон) 3. All Together Now 4. Hey Bulldog 5. It’s All Too Much (Гаррісон) 6. All You Need Is Love 1. Pepperland (Мартін) 2. Sea of Time (Мартін) 3. Sea of Holes (Мартін) 4. Sea of Monsters (Мартін) 5. March of the Meanies (Мартін) 6. Pepperland Laid Waste (Мартін) 7. Yellow Submarine in Pepperland | AppleCapitol № 2 протягом 2-х тижнів - All Music Guide огляд[недоступне посилання] - Rolling Stone огляд [Архівовано 19 березня 2007 у Wayback Machine.] |
| «Abbey Road», 1 жовтня 1969, 10 жовтня 1987 (CD-версія) | |
| 1. Come Together 2. Something (Гаррісон) 3. Maxwell’s Silver Hammer 4. Oh! Darling 5. Octopus’s Garden (Рінго Старр) 6. I Want You (She’s So Heavy) 1. Here Comes the Sun (Гаррісон) 2. Because 3. You Never Give Me Your Money 4. Sun King 5. Mean Mr. Mustard 6. Polythene Pam 7. She Came in Through the Bathroom Window 8. Golden Slumbers 9. Carry That Weight 10. The End 11. Her Majesty (зазначено в CD-версії) | AppleCapitol № 1 протягом 11-х тижнів № 2 протягом 7-х тижнів - All Music Guide огляд [Архівовано 4 лютого 2005 у Wayback Machine.] - Q - Rolling Stone огляд - 14-тe місце в списку 500 найкращих альбомів усіх часів за версією журналу Rolling Stone |
| «Let It Be», 18 травня 1970, 10 жовтня 1987 (CD-версія) | |
| 1. Two of Us 2. Dig a Pony 3. Across the Universe 4. I Me Mine (Гаррісон) 5. Dig It (Джон Леннон, Пол Маккартні, Рінго Старр, Джордж Гаррісон) 6. Let It Be 7. Maggie Mae (народна) 1. I’ve Got a Feeling 2. One After 909 3. The Long and Winding Road 4. For You Blue (Гаррісон) 5. Get Back | AppleUnited Artists № 1 протягом 4-х тижнів № 2 протягом 4-х тижнів - All Music Guide огляд [Архівовано 12 жовтня 2007 у Wayback Machine.] - Robert Christgau (A-) огляд [Архівовано 27 жовтня 2012 у WebCite] - Q - Rolling Stone огляд [Архівовано 16 квітня 2010 у Wayback Machine.] - 86-те місце у списку 500 найкращих альбомів усіх часів за версією журналу «Rolling Stone»       |

### Міні-альбоми (EP)
Представлено всі офіційні міні-альбоми (міньони). Усі пісні написані Джоном Ленноном і Полом Маккартні, за винятком позначених.
| Список дорожек |
| збірка «Souvenir of Their Visit to America», 23 березня 1964                                                                      |
| --- |
| 1. Misery 2. A Taste of Honey (Скотт/Марлоу) 1. Ask Me Why 2. Anna (Go to Him) (Артур Александер)                                 |
| збірка «Four by the Beatles», 11 травня 1964                                                                                      |
| 1. Roll Over Beethoven (Чак Беррі) 2. All My Loving 1. This Boy 2. Please Mister Postman (Браян Холланд)                          |
| збірка «4-by the Beatles», 1 лютого 1965                                                                                          |
| 1. Honey Don’t (Карл Перкінс) 2. I’m a Loser 1. Mr. Moonlight (Рой Ли Джонсон) 2. Everybody’s Trying to be My Baby (Карл Перкінс) |
| збірка «Baby It’s You», 17 квітня 1995                                                                                            |
| 1. Baby It’s You 2. I’ll Follow the Sun 1. Devil in Her Heart (Річард Драпкин) 2. Boys (Дискон/Феррелл)                           |

### Сингли
| Дата випуску      | Назва                                                                                          | Фірма звукозапису | Найвища позиція в хіт-параді |
| ----------------- | ---------------------------------------------------------------------------------------------- | ----------------- | ---------------------------- |
| 5 травня 1963     | From Me to You / Thank You Girl                                                                | Vee-Jay           | № 116                        |
| 16 вересня 1963   | She Loves You / I’ll Get You                                                                   | Swan              | № 1                          |
| 26 грудня 1963    | I Want to Hold Your Hand / I Saw Her Standing There                                            | Capitol           | № 1/№ 14                     |
| 30 січня 1964     | Please Please Me/From Me to You                                                                | Vee-Jay           | № 3/№ 41                     |
| 8 лютого 1964     | All My Loving / This Boy                                                                       | Capitol           | № 45                         |
| 15 лютого 1964    | Roll Over Beethoven / Please Mister Postman                                                    | Capitol           | № 68                         |
| 2 березня 1964    | Twist and Shout/ There’s a Place                                                               | Tollie            | № 2/№ 74                     |
| 16 березня 1964   | Can’t Buy Me Love / You Can’t Do That                                                          | Capitol           | № 1/№ 48                     |
| 23 березня 1964   | Do You Want to Know a Secret / Thank You Girl                                                  | Vee-Jay           | № 2/№ 35                     |
| 27 квітня 1964    | Love Me Do / P.S. I Love You                                                                   | Tollie            | № 1/№ 10                     |
| 21 травня 1964    | Sie Liebt Dich / I’ll Get You                                                                  | Swan              | № 97                         |
| 13 липня 1964     | A Hard Day’s Night / I Should Have Known Better                                                | Capitol           | № 1/№ 53                     |
| 20 липня 1964     | I’ll Cry Instead / I’m Happy Just to Dance with You                                            | Capitol           | № 25/№ 95                    |
| 20 липня 1964     | And I Love Her / If I Fell #53                                                                 | Capitol           | № 12/№ 53                    |
| 24 серпня 1964    | Matchbox / Slow Down                                                                           | Capitol           | № 17/№ 25                    |
| 23 листопада 1964 | I Feel Fine / She’s a Woman                                                                    | Capitol           | № 1/№ 4                      |
| 15 лютого 1965    | Eight Days a Week / I Don’t Want to Spoil the Party                                            | Capitol           | № 1/№ 39                     |
| 19 квітня 1965    | Ticket to Ride / Yes It Is                                                                     | Capitol           | № 1/№ 46                     |
| 19 липня 1965     | Help! / I’m Down                                                                               | Capitol           | № 1/№ 101                    |
| 13 вересня 1965   | Yesterday / Act Naturally                                                                      | Capitol           | № 1/№ 47                     |
| 6 грудня 1965     | We Can Work It Out / Day Tripper                                                               | Capitol           | № 1/№ 5                      |
| 21 лютого 1966    | Nowhere Man / What Goes on                                                                     | Capitol           | № 3/№ 81                     |
| 30 травня 1966    | Paperback Writer / Rain                                                                        | Capitol           | № 1/№ 23                     |
| 8 серпня 1966     | Yellow Submarine / Eleanor Rigby                                                               | Capitol           | № 2/№ 11                     |
| 13 лютого 1967    | Penny Lane / Strawberry Fields Forever                                                         | Capitol           | № 1/№ 8                      |
| 17 липня 1967     | All You Need Is Love / Baby You’re a Rich Man                                                  | Capitol           | № 1/№ 34                     |
| 27 листопада 1967 | Hello, Goodbye / I Am the Walrus                                                               | Capitol           | № 1/№ 56                     |
| 18 березня 1968   | Lady Madonna / The Inner Light                                                                 | Capitol           | № 4/№ 96                     |
| 26 серпня 1968    | Hey Jude / Revolution                                                                          | Apple             | № 1/№ 12                     |
| 5 травня 1969     | Get Back / Don’t Let Me Down                                                                   | Apple             | № 1/№ 35                     |
| 4 червня 1969     | The Ballad of John and Yoko / Old Brown Shoe                                                   | Apple             | № 8                          |
| 6 жовтня 1969     | Come Together / Something                                                                      | Apple             | № 1/№ 1                      |
| 11 березня 1970   | Let It Be / You Know My Name (Look Up the Number)                                              | Apple             | № 1                          |
| 11 травня 1970    | The Long and Winding Road / For You Blue                                                       | Apple             | № 1/№ 1                      |
| 31 травня 1976    | Got to Get You into My Life / Helter Skelter                                                   | Capitol           | № 7                          |
| 6 серпня 1976     | Ob-La-Di, Ob-La-Da / Julia                                                                     | Capitol           | № 49                         |
| 14 серпня 1978    | Sgt. Pepper’s Lonely Hearts Club Band / With a Little Help from My Friends / A Day in the Life | Capitol           | № 71                         |
| 22 березня 1982   | Beatles Movie Medley / I’m Happy Just to Dance with You                                        | Capitol           | № 12                         |
| 23 липня 1986     | Twist and Shout / There’s a Place                                                              | Capitol           | № 23                         |
| 12 грудня 1995    | Free as a Bird / Christmas Time (Is Here Again)                                                | Apple             | № 6                          |
| 4 березня 1996    | Real Love / Baby’s in Black [живий запис]                                                      | Apple             | № 11                         |

## Дискографія в СРСР

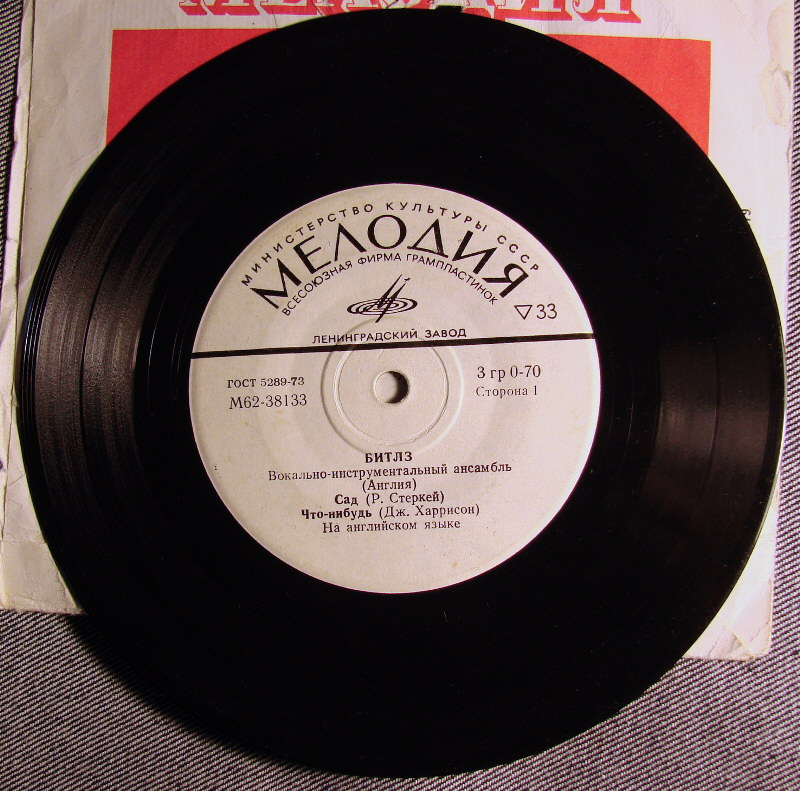
Диск-міньйон виробництва фірми «Мелодія»

Першою офіційно випущеною на території СРСР композицією The Beatles у липні 1967 року стала пісня «Girl», що увійшла до платівки із серії «Музичний калейдоскоп». Перші (гнучкі) платівки гурту почали виходити від 1974 року. Нижче, наведено перелік платівок пісень The Beatles.

### Міньйони
На деяких міньйонах фірма «Мелодія» не вказувала назву гурту, щоб уникнути позовів із боку правовласників, оскільки не володіла необхідними ліцензіями на виробництво даних платівок. Наприклад, на міньйоні за 1974 року було вказано: Дж. Леннон, П. Маккартні — вокально-інструментальний ансамбль.
| Рік  | Назва                                                                      | Примітки |
| ---- | -------------------------------------------------------------------------- | --- |
| 1974 | Любовь нельзя купить / Серебряный молоток / Мадонна / Я должен знать лучше | збірка пісень («Can’t Buy Me Love», «Maxwell’s Silver Hammer», «Lady Madonna», «I Should Have Known Better») |
| 1974 | Помощь моего друга / Пени Лейн / Когда мне 64 / Любитравня Рита            | збірка пісень («With a Little Help from My Friends», «Penny Lane», «When I’m Sixty Four», «Lovely Rita»)     |
| 1974 | Через вселенную / Я, мне, мое / Пусть будет так                            | збірка пісень («Across the Universe» / «I Me Mine» / «Let It Be»)                                            |
| 1975 | Солнце восходит / Потому что / Попурри                                     | збірка пісень («Here Comes the Sun» / «Because» / «Golden Slumbers — Carry That Weight — The End»)           |
| 1975 | Сад / Что-нибудь / Встреча                                                 | збірка пісень («Octopus’s Garden» / «Something» / «Come Together»)                                           |

Примітка: пісня «I Should Have Known Better» (укр. Я повинен знати краще) на британських платівках мала різні версії в моно й стерео записах. У стерео варіанті вступна мелодія Джона Леннона на гармоніці уривається перед початком виконання пісні. Фірма «Мелодія» на міньйоні британську стерео версію  цієї композиції випустила в моно.

### Альбоми
| Список пісень |
| студійний альбом «Вечер трудного дня», 1986 |
| --- |
| Усі тексти написані Джоном Ленноном і Полом Маккартні. Пісня «When I Get Home» була виключена. 1. A Hard Day’s Night 2. I Should Have Known Better 3. If I Fell 4. I’m Happy Just to Dance with You 5. And I Love Her 6. Tell Me Why 7. Can’t Buy Me Love 1. Any Time at All 2. I’ll Cry Instead 3. Things We Said Today 4. You Can’t Do That 5. I’ll Be Back |
| Збірка «Смак меду», 1986 |
| Усі тексти пісень написані Джоном Ленноном і Полом Маккартні, крім відмічених. 1. P.S. I Love You 2. Do You Want to Know a Secret? 3. A Taste of Honey (Скотт/Марлоу) 4. I Saw Her Standing There 5. Baby’s in Black 6. No Reply 7. I’ll Follow the Sun 8. Eight Days a Week 1. I Don’t Want to Spoil the Party 2. Rock And Roll Music (Беррі) 3. Please Mister Postman (Батеман, Доббинс, Гарретт, Горман, Холланд) 4. It Won’t Be Long 5. Till There Was You (Вілсон) 6. Little Child 7. Devil in Her Heart (Річард Драпкин) 8. I Wanna Be Your Man |

## Збірки
Представлені всі офіційні збірки, концертні записи, крім записів із Тоні Шеріданом. Жирним виділені диски, що вказані на сайті The Beatles (http://www.thebeatles.com [Архівовано 19 травня 2012 у WebCite])
| Дата видання                        | Назва                                            | Примітки, лейбли й позиції в хіт-парадах |
| ----------------------------------- | ------------------------------------------------ | --- |
| 9 грудня 1966                       | A Collection of Beatles Oldies                   | Збірка (лише Велика Британія) Parlophone № 7                                                                                                  |
| 26 лютого 1970 11 травня 1979       | Hey Jude                                         | Збірка Apple Capitol Parlophone № 2 протягом 4-х тижнів                                                                                       |
| 2 квітня 1973 19 квітня 1973        | The Beatles 1962—1966                            | Збірка, антологія пісень 1962—66 рр. (2 платівки), знана як «Red Album» («Червоний альбом») Apple № 3 № 3 (перевидання) № 3                   |
| 2 квітня 1973 19 квітня 1973        | The Beatles 1967—1970                            | Збірка, антологія пісень 1967—70 рр. (2 платівки), знана як «Blue Album» («Синій альбом») Apple № 2 № 4 (перевидання) № 1 впродовж 1-го тижня |
| 10 червня 1976 6 липня 1976         | Rock’n’Roll Music                                | Збірка (2 платівки) Capitol Parlophone № 11 № 2 впродовж двох тижнів                                                                          |
| 2 травня 1977                       | Live! at the Star-Club in Hamburg, Germany; 1962 | Запис із концерту в Гамбурзі 1962 р. Lingasong № 111                                                                                          |
| 5 квітня 1977 5 червня 1977         | The Beatles at the Hollywood Bowl                | Записи з концертів у Голлівуді (23 серпня 1964 р. і 30 серпня 1965 р.) Capitol Parlophone № 1 № 2 впродовж двох тижнів                        |
| 21 жовтня 1977 19 листопада 1977    | Love Songs                                       | збірка (2 платівки) Capitol Parlophone № 7 № 24                                                                                               |
| 2 грудня 1978 24 березня 1980       | Rarities                                         | збірка раритетних записів і зворотних сторін синглів Capitol Parlophone № 71 № 21                                                             |
| 13 жовтня 1980                      | The Beatlles’ Ballads                            | Збірка Parlophone № 17 |
| 22 березня 1980 29 березня 1982     | Reel Music                                       | Збірка пісень із фільмів Capitol Parlophone - № 19                                                                                            |
| 18 жовтня 1982 10 листопада 1982    | 20 Greatest Hits                                 | Збірка Capitol Parlophone № 10 № 50 |
| 7 березня 1988                      | Past Masters, Volume One                         | Збірка пісень 1962—65 рр., яка не потрапила до оригінальних LP-альбомів Capitol Parlophone № 49 № 149                                         |
| 7 березня 1988                      | Past Masters, Volume Two                         | Збірка пісень 1966—70 рр., яка не потрапила до оригінальних LP-альбомів Capitol Parlophone № 46 № 121                                         |
| 30 листопада 1994 6 грудня 1994     | Live at the BBC                                  | Збірка радіовиступів 1962—66 рр. на «Бі-бі-сі» (2 платівки) Apple Capitol № 1 № 3                                                             |
| 21 листопада 1995                   | Anthology 1                                      | Збірка — антологія студійних дублів, концертних та інших раритетних записів 1958—1964 рр., що раніше не видавалися. Apple Capitol № 2 № 1     |
| 18 березня 1996 19 березня 1996     | Anthology 2                                      | Збірка — антологія студійних дублів, концертних та інших раритетних записів 1965—1968 рр., що раніше не видавалися. Apple Capitol № 1         |
| 28 жовтня 1996 29 жовтня 1996       | Anthology 3                                      | Збірка — антологія студійних дублів і раритетних записів 1968—1970 рр., що раніше не видавалися Apple Capitol № 4 № 1                         |
| 13 вересня 1999 14 вересня 1999     | Yellow Submarine Songtrack                       | Саундтрек до перевиданому мультфільму «Жовтий підводний човен» Apple Capitol № 8 № 15                                                         |
| 13 листопада 2000 14 листопада 2000 | 1                                                | Збірка синглів, що зайняли 1-ше місце в США та/або Великій Британії Apple Capitol № 1                                                         |
| 17 листопада 2003 18 листопада 2003 | Let It Be… Naked                                 | Студійний альбом — відтворення оригінальної концепції альбому «Let It Be» із запису 1969 р. Apple Capitol № 7 № 5                             |
| 20 листопада 2006 21 листопада 2006 | Love                                             | Збірка версій відомих пісень до однойменної вистави у цирку «Cirque du Soleil» Apple Capitol № 3 № 4                                          |

## Бокс-сети
| Дата изданія                        | Назва                        | Примітки, лейбли и позиції в хіт-парадах |
| ----------------------------------- | ---------------------------- | --- |
| 11 лютого 1977 1 грудня 1979        | The Beatles Collection       | LP-збірка альбомів, починаючи від «Please Please Me» до «Let It Be» і містить збірку «Rarities» Parlophone/Capitol                            |
| листопад 1982                       | The Beatles Mono Collection  | LP-збірка моно версії альбомів від «Please Please Me» до «Yellow Submarine», містить збірку «A Collection of Beatles Oldies» Parlophone/Apple |
| 5 грудня 1988 15 листопада 1988     | The Beatles Box Set          | CD-збірка альбомів від «Please Please Me» до «Let It Be», містить збірку «Past Masters» Parlophone/Apple                                      |
| 15 листопада 2004 16 листопада 2004 | The Capitol Albums, Volume 1 | CD-збірка перших 4-х американських альбомів Parlophone/Apple/Capitol                                                                          |
| 11 квітня 2006                      | The Capitol Albums, Volume 2 | CD-збірка американських альбомів 1965 року Parlophone/Apple/Capitol                                                                           |